# Домнина Сиријска
Домнина Сиријска (јез-гр. Δομνινα της Συριας), или Домнина Нова (око 450. - 460.) - хришћанска светитељка.

## Биографија
Домнина је рођена у Антиохији у богатој хришћанској породици. Пошто је постала духовни ученик монаха пустињака Марона, она је саградила себи келију од шибља у башти имања, које се налазило у близини града Кира и припадало њеној породици.
Упражњавала је оштар аскетски начин живота. Строго је постила – јела је само сочиво натопљено водом, достижући крајњи степен исцрпљености. Ујутру и увече се молила у храму, клечећи и плачући без престанка. Подвижница је сакрила своје лице под велом и није га показивала ни мушкарцима ни женама, ни онима који су поштовали њен начин живота, ни онима који су тражили да напусти место својих подвига.
Временом се око ње формирала група девојака и жена које су одлучиле да воде исти начин живота. Радили су ручни рад, углавном прели вуну, и певали духовне химне. Замолила је оне који су јој долазили да остану у селу и слала им храну. Домнина је умрла око 450 - 460.
О њеном животу сведочи књига „Историја богољубаца“, коју је написао њен савременик Теодорит, епископ кирски, у којој он пише о њој у тридесетој глави. Према његовом сведочењу, Домнинин глас је, упркос непрестаном плакању, звучао изражајно.
Православна црква помиње Домнину 1. марта [14. март].